# خانه ابری
خانه ابری فیلمی به کارگردانی و نویسندگی اکبر خواجویی ساختهٔ سال ۱۳۶۵ است.

## خلاصه داستان
نرگس به تنهایی وظیفه نگهداری از سه فرزند خود را به عهده دارد. شوهرش امیر که به دلیل اعتیاد چهار سال در زندان بوده آزاد می‌شود. زن ابتدا شوهر را نمی‌پذیرد، اما به دلیل علاقه فرزندانش به پدر فرصتی دیگر به او می‌دهد. امیر موفق نمی‌شود کاری پیدا کند. خسرو خان، رهبر یک شبکه قاچاق و توزیع مواد مخدر، که امیر به او بدهکار است، او را برای همکاری تحت فشار قرار می‌دهد. امیر قصد دارد با فروش خانه بدهی اش را بپردازد، با مخالفت همسر و فرزندانش او از تصمیم خود پشیمان می‌شود و بر ضد خسرو خان می‌شود و به آغوش خانواده بازمی‌گردد.

## بازیگران
- ثریا قاسمی
- هوشنگ توکلی
- حمیده خیرآبادی
- محرم بسیم
- سیروس گرجستانی
- فرنوش آل احمد
- حمید رضا خانلو
- مهسا کرامتی
- نعمت افشاریان
- مژگان ظفری
- بهرام وند
- علی آقاجانیان
- فاطمه شعفی
- محسن ابراهیمی
- سیروس شمشیری
- علی باقری
- محمود تبریزی
- کیومرث محمودی
- رضا آهنگر